# 闹伴娘
闹伴娘，又或称为耍伴娘，指调戏或逗弄伴娘，是中國婚禮中闹洞房的一部分，始見於清代，當時為口頭嘲笑、調戲伴娘，或男賓與伴娘相互暢飲等。但現在鬧伴娘似乎成為了性侵犯，甚至是強姦的藉口。所以現在的鬧伴娘已經成了惡習。

## 概要
中国传统社会奉行男女授受不親，男女大防是社会传统，而傳統中式婚礼在喜慶熱鬧之同時講究禮儀，也有相當於伴娘的未婚年輕女性以及負責指導新娘禮儀的年長女性。相當於伴娘的稱為媵或婦從者，一般由新娘的侍女（常作為陪嫁丫头，在新娘婚後繼續侍候），也有以妹妹、未婚同輩或晚輩女性或外聘年輕未婚女性擔任，主要是陪同新娘由娘家前往男家時照料新娘，並作為女家代表參與部份儀式，到男家後即與稱為御或婿從者的伴郎交換侍候對象，為新郎鋪蓆、洗手、斟酒、奉饌等。而在婚礼中指導新娘禮儀的則是年長女性。如新娘本身有褓姆或稱為姆的女老師，會由褓姆或姆擔任，而無褓姆或姆的則會從外聘用通常由年长的已婚已育女性担任喜娘一职。而鬧洞房的對象一般只有新人本身，不會波及其他人員。
特定地區以往有鬧房時鬧喜娘的習俗，例如清代的衡州（今衡陽）人舉行婚禮前會先聘一兩名容貌清麗、歌曲工雅的職業喜娘，鬧洞房時，男賓會調戲喜娘，甚至與喜娘性交，少則三五日，多或一二月。但這些由已婚女性擔任喜娘身份與由未婚年輕女性擔任的伴娘不同。部份地區雖有鬧伴娘之俗，例如福建石澳伴娘称“新阿姨”，到男家后由“替新郎”（伴郎）在新房中招待，毫无顾忌的调情，江苏淮安闹房之其目的也是侮弄新娘及伴房之女。但這些僅止於口頭調戲、嘲笑或相互暢飲，不會越軌至實質身體接觸。
当代中国由年轻未婚女性担任伴娘，在部分地区出現了闹伴娘時猥褻伴娘的劣習。在這些地區闹伴娘过程中，伴娘被伴郎、男宾客及其他男性性骚扰、非礼、猥亵、强奸、轮奸的事件频出。面对这种性侵伴娘的惡習，甚至衍生出现以女性性工作者代替伴娘的應對。
相关报道中，新郎及他的家人，即使是母亲、姑婶等女性，仍支持闹伴娘，而新娘则是反对的态度。在对河南省一场婚礼的描述中，新娘以威胁退出婚礼的方式，使新郎家人阻止了闹伴娘。

## 評價
有报道认为闹伴娘是“把女性当成玩物，可以被男方及其亲朋享用的陪嫁物品，将女性被捆绑在家庭和婚姻中、女权从属于男权的表象。”而对伴娘的性侵犯事件发生后，新娘“因为‘嫁鸡随鸡，嫁狗随狗’，‘在家从父，出嫁从夫’，也已经丧失了为伴娘维权的积极性和主动权。”

## 相关事件
- 包贝尔婚礼闹伴娘事件